# Mazda Sports Club Toyo Kogyo Soccer Club 1982
Questa voce raccoglie le informazioni riguardanti il Mazda Sports Club Toyo Kogyo Soccer Club nelle competizioni ufficiali della stagione 1982.

## Stagione
Mentre continuò il proprio declino nelle prestazioni nei tornei organizzati dalla Japan Soccer League (ottenne una salvezza stentata in campionato e fu eliminato presto dalla Coppa di Lega), in Coppa dell'Imperatore la squadra giunse sino ai quarti di finale dove fu eliminata perdendo per 3-0 l'incontro con il Fujita Kogyo.

## Rosa
| N. |                     | Ruolo | Calciatore         |
| -- | ------------------- | ----- | ------------------ |
|    | Giappone (bandiera) | P     | Yoshihiko Nosohara |
|    | Giappone (bandiera) | D     | Shigekazu Nakamura |
|    | Giappone (bandiera) | D     | Atsuyoshi Furuta   |
|    | Giappone (bandiera) | D     | Kenji Shada        |
|    | Giappone (bandiera) | D     | Katsuyuki Kawachi  |
|    | Giappone (bandiera) | C     | Shigeru Sarusawa   |

| N. |                     | Ruolo | Calciatore             |
| -- | ------------------- | ----- | ---------------------- |
|    | Giappone (bandiera) | C     | Yoshiichi Watanabe     |
|    | Giappone (bandiera) | C     | Shinichiro Takahashi   |
|    | Brasile (bandiera)  | C     | Marcos Nozomi Munakata |
|    | Giappone (bandiera) | A     | Minoru Yamade          |
|    | Giappone (bandiera) | A     | Shigetomi Nakano       |

## Statistiche

### Statistiche di squadra
| Competizione          | Punti | Totale | Totale | Totale | Totale | Totale | Totale | DR |
| Competizione          | Punti | G      | V      | N      | P      | Gf     | Gs     | DR |
| --------------------- | ----- | ------ | ------ | ------ | ------ | ------ | ------ | -- |
| JSL Division 1        | 17    | 18     | 4      | 9      | 5      | 16     | 20     | -4 |
| JSL Cup               | -     | 1      | 1      | 0      | 0      | 3      | 1      | +2 |
| Coppa dell'Imperatore | -     | 3      | 2      | 0      | 1      | 4      | 5      | -1 |
| Totale                | -     | 22     | 7      | 9      | 6      | 23     | 26     | -3 |